# Nidoïsh Naisseline
Nidoïsh Naisseline, né le 27 juin 1947 à la tribu de Nece (se prononce Nétsé) dans le district de Guahma sur l'île de Maré (Nouvelle-Calédonie), et mort le 3 juin 2015 à Nouméa, est un homme politique français. Il fut indépendantiste kanak de Nouvelle-Calédonie et fut grand-chef coutumier du district de Guahma sur l'île de Maré. Il a succédé à son père, Henri Naisseline (qui lui aussi a connu une carrière politique locale, mais dans les rangs gaullistes et anti-indépendantistes), en 1973, après avoir épousé Suzana Wright en août 1973. Ils auront ensemble six enfants (quatre garçons: Dokucas, Hnaosse, Salone et Nyiwhane / deux filles: Deiradané et Leanga). À sa mort, il laisse sa femme, leurs six enfants ainsi que leurs douze petits enfants. Son fils aîné, Dokucas Henri Naisseline (né en 1974), est l'actuel grand-chef de Guahma, depuis 2007. Sa nièce Françoise Caillard est la présidente fondatrice de l'«Union des femmes citoyennes de Nouvelle-Calédonie».

## Étudiant engagé
Il part en 1962 en France métropolitaine pour suivre les cours du lycée Jean-Jacques Rousseau à Montmorency, il commence des études en droit à la faculté de Paris avant d'obtenir en 1972 une maîtrise de sociologie. Fortement marqué par les évènements de mai 1968, il s'engage alors très tôt à l'extrême gauche et pour l'indépendance. Il fonde en 1969 un groupe radical d'étudiants kanaks indépendantistes, les « Foulards Rouges » qui, avec le « Groupe 1878 » fondé en 1971 par Élie Poigoune, est à l'origine des premières actions séparatistes en Nouvelle-Calédonie. Ces deux formations vont servir de base à la création du Palika (Parti de libération kanak), le premier parti politique prenant ouvertement position pour la séparation de la Nouvelle-Calédonie d'avec la France sur une base marxiste, en juillet 1975. Ses activités militantes lui valent d'être emprisonné à trois reprises, en 1969, 1972 et 1978, étant défendu par l'avocat Jean-Jacques de Felice. Entretemps, il est élu à l'Assemblée territoriale pour la première fois le 11 septembre 1977 et réélu le 1er juillet 1979. Malgré son passé militant révolutionnaire, il incarne bientôt le courant le plus modéré, réformiste et légaliste au sein du Palika, appelé « tendance Amoa » (du nom de la tribu à Poindimié où a eu lieu le congrès fondateur du parti en 1976). 

## La fondation du LKS
Lorsque le Palika décide en 1981 de quitter le Front indépendantiste pour s'opposer à la position modérée et réformiste prise par Jean-Marie Tjibaou et à son rapprochement avec le Parti socialiste métropolitain à partir de l'élection de François Mitterrand à la présidence de la République, Nidoïsh Naisseline décide avec certains fidèles de faire dissidence pour créer le parti Libération kanak socialiste (LKS). 
Pour lancer son nouveau mouvement, il est cette même année candidat aux élections législatives dans l'ancienne première circonscription (dite circonscription Est) face au député sortant UC Rock Pidjot, au RPCR Henri Wetta, au sénateur autonomiste Lionel Cherrier et au coutumier Charles Haeweng Haudra. Il se qualifie alors pour le second tour dans une triangulaire qui l'oppose à Rock Pidjot et Henri Wetta. Bien qu'il se soit alors opposé au candidat officiel du Front indépendantiste, il maintient la participation du LKS à ce dernier et soutient de 1982 à 1984 le conseil de gouvernement dirigé par Jean-Marie Tjibaou. 
Devenu définitivement attaché au rejet de la lutte et à la défense d'une indépendance pluriethnique obtenue par la négociation, Nidoïsh Naisseline refuse le boycott décidé par le Front de libération nationale kanak et socialiste (FLNKS, qui a remplacé le Front indépendantiste en septembre 1984) aux élections locales de 1984. Il ne fait donc pas participer le LKS à cette nouvelle coalition indépendantiste et appelle à continuer à maintenir le dialogue avec les anti-indépendantistes pendant toute la période dites des Évènements entre 1984 et 1988. Signataire des Accords de Matignon en 1988 qui mettent fin à ces affrontements, il est élu à l'Assemblée de la Province des îles Loyauté et au Congrès, l'assemblée délibérante territoriale, sans discontinuer depuis le 11 juin 1989.

## Une figure politique des Îles Loyauté

### Président de l'Assemblée des Îles Loyauté
Après les élections du 9 juillet 1995, au cours desquelles sa liste n'obtient qu'un seul élu sur 7 à l'Assemblée provinciale, il est toutefois élu président de cette dernière grâce au soutien des deux conseillers anti-indépendantistes du RPCR et de l'indépendantiste modéré du Front pour le développement des îles Loyauté (FDIL) Cono Hamu, contre le président sortant Richard Kaloï, de l'Union calédonienne. À ce poste, il met en place en 1996 une nouvelle liaison maritime régulière entre la Grande Terre et les Îles par le biais du catamaran « Marie-Hélène » dont la gestion est déléguée par convention avec la Compagnie Maritime des îles (CMI). Mais celle-ci se révèle bientôt déficitaire, entraînant des problèmes financiers pour la Province qui s'est engagée en 1997 à prendre en charge intégralement, et sans aucune limite, le déficit d'exploitation de la société tout en prenant une participation à hauteur de 5 % dans le capital de l'entreprise par l'intermédiaire de sa société d'investissement SODIL qui, faute de liquidités suffisantes, doit alors payer à sa banque d'importants agios à la suite de découverts successifs. Il revient également sur le contrat passé par la précédente équipe dirigeante pour la réalisation du port de Tadine sur l'île de Maré, l'entreprise choisie alors ayant connu des difficultés financières et de nombreux retards de paiement. Cette décision entraîne des recours en justice de la part de cette dernière, tandis que la Province confie le chantier à une autre société, entraînant de nouveaux frais pour un bilan final et provisoire de cette opération évalué à 1,1 milliard de F CFP (9,22 millions d'euros environ). Nidoïsh Naisseline critique de plus un manque de continuité territoriale avec des coûts de transports particulièrement élevés entre Nouméa et les îles Loyauté, entraînant une inflation plus forte et des coûts de production plus importants dans ces dernières, les chantiers coûtant 40 % plus chers à Maré ou Ouvéa que dans le chef-lieu territorial. 
Malgré ces difficultés, il revendique un résultat comptable positif de la SODIL pour l'exercice 1997 de 102 millions de F CFP (environ 855 000 euros) alors qu'il était déficitaire de 332 millions (2,8 millions d'euros) en 1995, l'assainissement de sa filiale de pêche Navimon qui passe de 200 millions de Francs pacifiques (1,676 million d'euros) de pertes en septembre 1995 à un excédent de 10 millions (83 800 euros) en 1999 avec le développement des exportations de thon frais vers le Japon et de thon congelé vers la conserverie de Pago Pago. Il appelle aussi à une « gestion océanienne » et un « modèle qui colle à la réalité de chez nous », et met en place en 1996 un « Revenu de croissance des Loyautés », aide aux particuliers pour favoriser la consommation qui sera retirée dès son départ de l'exécutif provincial en 1999. Cette politique lui vaut rapidement l'hostilité du RPCR, mené aux Îles par le sénateur Simon Loueckhote, qui lui reproche des mauvais choix financiers et économiques (notamment en critiquant sa volonté de laisser les sièges des différentes filiales de la SODIL à Nouméa, l'échec financier du « Marie-Hélène » ou les rebondissements dans la construction du port de Tadine), une « politique d'exclusion » raciale et politique dans son choix du personnel provincial et de présider de manière trop autoritaire et sans partage du pouvoir. Pour cette raison, le parti anti-indépendantiste lui retire son soutien, le poussant à démissionner le 14 mai 1998. Il est toutefois rapidement réélu, mais cette fois avec les voix de ses adversaires d'hier : les trois élus du groupe FLNKS. 
Partisan de l'ouverture dès 1997 de nouvelles négociations pour éviter le référendum d'autodétermination de 1998, jugé trop tôt par une grande majorité de la classe politique néo-calédonienne (les indépendantistes étant sûr de perdre et les loyalistes craignant un retour à la violence des années 1980), et entrer dans une nouvelle phase transitoire, il participe ainsi aux discussions de l'accord de Nouméa dont il n'est toutefois pas un signataire en 1998.

### L'opposition provinciale
Aux élections provinciales du 9 mai 1999, les premières dans le cadre du nouveau statut né de l'Accord de Nouméa et de la loi organique de 1999, sa liste « LKS - Construire ensemble l'avenir » arrive en troisième position avec 16,4 % des suffrages exprimés et deux sièges sur 14, dont un au Congrès (Nidoïsh Naisseline retrouvant ainsi sa place dans les deux institutions), derrière la liste FLNKS (en réalité UC) du maire de Lifou Robert Xowie (30,4 % et 6 sièges) et celle RPCR du sénateur Simon Loueckhote (19,04 % et deux élus). Lors de l'élection du président de l'Assemblée le 14 mai suivant, Nidoïsh Naisseline est battu par Robert Xowie qui obtient 8 voix : les 6 de sa liste et les 2 du Palika de Charles Washetine, réunissant ainsi derrière lui la totalité du FLNKS.
Mais le président sortant et son parti dénoncent bientôt un certain nombre d'irrégularités dans l'organisation du scrutin. Tout d'abord, le nombre de votants diffère entre les procès-verbaux de certains bureaux de vote et les listes d'émargement. De plus, des incidents relatifs aux procédures de dépouillement ont été mis en avant comme l'absence de feuilles de pointage dans certains bureaux de vote, des procès-verbaux incomplets ou au contraire surchargés ou encore des feuilles de dépouillement illisibles ou non signées. Mais surtout, la nouvelle opposition provinciale pointe du doigt les signatures répétées de mêmes électeurs dans plusieurs bureaux de vote, notamment dans celui de Maré 5 où un citoyen a signé 30 fois sur la liste d'émargement. Il s'agissait essentiellement alors d'une conséquence du trop grand nombre de procurations accordées aux Îles Loyauté, dont une grande partie des inscrits vit sur la Grande Terre pour y travailler.
Devant ces irrégularités, une requête pour annuler les élections fut rapidement déposée, dès le 20 mai 1999, devant le Conseil d'État par le LKS, soutenu dans sa démarche par la FCCI et le RPCR. L'arrêt rendu par la plus haute juridiction administrative française le 15 mai 2000 leur donne raison et de nouvelles élections sont organisées dans les îles Loyauté le 25 juin 2000. Nidoïsh Naisseline s'allie alors aux chefs des deux autres forces d'opposition, Simon Loueckhote et Cono Hamu, dans une liste commune appelée « Un nouveau défi pour les îles » (UNDL) et tirée par le grand-chef de Guahma. Si cette coalition arrive en tête, avec 44,9 % des suffrages exprimés contre 37,3 % à la liste Xowie et 17,8 % au Palika, la composition de l'assemblée née des élections de 1999 n'est pas modifiée par ce nouveau scrutin : l'UC de Robert Xowie retrouve ses six sièges, le Palika ses deux élus et les six conseillers UNDL sont exactement ceux du RPCR, LKS et FCCI d'avant la dissolution. Le 30 juin suivant, Simon Loueckhote et Cono Hamu se présentent tous deux contre Robert Xowie : Nidoïsh Naisseline et son colistier du LKS décident de voter chacun pour l'un des deux candidats de l'opposition, tandis que Xowie est réélu au premier tour avec huit voix. Candidat à tous les postes de vice-président, Cono Hamu, qui fait alors le plein des voix de l'UNDL, est battu à chaque fois par le challenger de l'UC-Palika.
Le 14 novembre 2002, il est condamné par le tribunal correctionnel de Lifou à 50 000 F CFP (419 euros) d'amendes pour violences volontaires en réunion et à verser 337 000 Francs (2824 € environ) pour préjudice subi à un gérant d'un club de plongée de Maré que le grand-chef et d'autres coutumiers avaient frappé puis banni de l'île parce que, selon eux, il était passé avec des plongeurs de manière illicite sur « des lieux marins coutumiers ». 

### Le responsable des transports et du tourisme loyaltien
Pour les élections provinciales du 9 mai 2004, une nouvelle fois à la tête de la liste LKS dans les Îles, il fait campagne en reprenant un discours très critique contre les dirigeants FLNKS qui, selon lui, « sont devenus des complices de l’entreprise État en favorisant la dépendance budgétaire et économique vis-à-vis de la France », et met l'accent sur le lancement du « grand chantier du destin commun », la concertation avec les anti-indépendantistes (qu'il souhaite incarner par sa collaboration à la liste Avenir ensemble dans le Sud avec la présence sur celle-ci de sa nièce Christiane Gambey, membre de son parti) et le respect des « droits culturels collectifs indigènes et des minorités ». Pour régler les difficultés financières de la Province, il veut renégocier le budget primitif annoncé par le commissaire délégué du gouvernement et qui, pour lui, n'est pas « sincère ». Il conserve alors un électorat quasiment identique, quoiqu'en légère diminution, qu'en 1999 avec 15,66 % des suffrages exprimés et deux élus, et se positionne comme la quatrième force politique des Îles derrière l'UC du nouveau maire de Lifou Néko Hnepeune (22,54 % et 4 élus), le Rassemblement-UMP (nouveau nom du RPCR) toujours emmené par Simon Loueckhote (17,19 % et 2 sièges) et le Palika du maire d'Ouvéa Boniface Ounou (16,3 % et 2 conseillers également). 
Réélu donc pour un quatrième mandat à l'Assemblée de Province et au Congrès, il décide cette fois de participer à la majorité dominée par l'UC et comprenant également le Palika et la FCCI, 10 élus sur 14, et obtient donc la seconde vice-présidence du nouvel exécutif le 14 mai 2004. Il fait également partie de cinq représentants de la collectivité au conseil d'administration de la SODIL, préside la commission des infrastructures, des transports, de l'urbanisme, de l'habitat, de l'environnement (compétence qui lui vaut de représenter la province au sein des délégations néo-calédoniennes pour obtenir l'inscription des lagons de Nouvelle-Calédonie au patrimoine mondial de l'UNESCO, obtenue le 7 juillet 2008 mais critiquée alors par Nidoïsh Naisseline comme une « mesure alibi » visant à masquer les « lacunes » du droit environnemental néo-calédonien, attitude qui entraîne de vives protestations des associations écologiques et notamment du WWF) et de l'énergie et prend la présidence de l'office provincial de promotion touristique « Destination Îles Loyauté » (DIL), où il succède à sa nièce Christiane Gambey qui accède dans le même temps à la gestion du GIE « Tourisme Point Sud » (l'équivalent de la DIL pour le Sud). À ce dernier poste, il est notamment à l'origine d'un forfait basse saison proposant une réduction de 40 % sur le tarif normal des séjours touristiques qui connaît un réel succès. Il met l'accent sur un « tourisme durable », respectueux de l'environnement et des pratiques culturelles locales, en favorisant notamment l'hébergement chez l'habitant, et milite pour une meilleure promotion à l'échelle internationale par le biais d'agences créées par la DIL dans les pays de la région ou en engageant une vedette de téléréalité sud-coréenne pour vendre la destination dans son pays.  
Dans le même temps en 2004, il devient également président du conseil d'administration de la compagnie aérienne domestique Air Calédonie (Aircal), ainsi que président de la commission de l'organisation des transports et de la communication du Congrès pendant toute la durée de la mandature entre 2004 et 2009, ce qui en fait un acteur majeur de ce secteur de compétence. Il participe ainsi au redressement structurel et financier d'Aircal, avec notamment le renouvellement de la flotte engagée en 2005, mais la société renoue avec l'instabilité avec remaniements de sa direction et mouvements sociaux à répétition à partir de 2006, et il annonce sa démission le 18 décembre 2006 pour protester contre son manque de marge de manœuvre avant de la retirer trois jours plus tard. S'opposant par la suite au directeur général Bertrand Rivet et au membre du gouvernement chargé du secteur du transport aérien Didier Leroux qu'il accuse de vouloir « privatiser » la compagnie, il se pose en défenseur des usagers notamment loyaltiens et propose l'augmentation de la participation des Îles Loyauté dans le capital de l'entreprise. Le décès de Bertrand Rivert d'une crise cardiaque le 17 mars 2007 lui donne la direction général par intérim pour neuf mois, et il ne se prive pas de dénoncer régulièrement l'inadaptation des infrastructures aéroportuaires du réseau domestique. Un nouveau conflit social oppose violemment la direction d'Air Calédonie au syndicat USTKE dans un contexte d'élections auxquelles ce dernier participe par le biais de son bras politique, le Parti travailliste. En ce qui concerne les autres formes de transport, il s'est prononcé pour un renforcement des mesures contre les personnes, notamment les jeunes, conduisant sous l'emprise de l'alcool ou du cannabis, importante cause de mortalité en Nouvelle-Calédonie,, et dénonce en 2008 le fait que le nouveau navire chargé d'assurer la desserte des îles à partir de Nouméa, le Betico 2, soit exploité par une filiale de PromoSud, le groupe de financement et de développement économique de la Province Sud, alors que le conseil d'État vient juste de faire valoir que le transport interprovincial relève de la seule compétence de la Nouvelle-Calédonie. 
Au Congrès, il devient un allié fréquent de l'Avenir ensemble dans ses tentatives de rassembler des « majorités d'idée » dans les institutions qu'elle contrôle en soutenant tout particulièrement l'installation d'une dotation pour la continuité territoriale entre les îles et la grande terre, la généralisation des allocations familiales et la protection de l'emploi local. Il s'en éloigne après la conclusion en 2007 d'un accord-cadre de partage des institutions entre l'Avenir ensemble et le RPCR, et surtout après « l'éviction » de Christiane Gambey de la direction du GIE « Tourisme Point Sud » en janvier 2008. Toutefois, le LKS forme une liste commune avec l'Avenir ensemble d'Éric Babin dans le Nord aux élections provinciales du 10 mai 2009, tandis que Christiane Gambey figure à la sixième place de la liste unitaire du FLNKS menée par Rock Wamytan dans le Sud. Aux îles Loyauté, Nidoïsh Naisseline se présente à nouveau à la tête d'une liste « Dynamique autochtone, ou la terre en partage », avec pour slogan « vivre ensemble, pour grandir ensemble » et pour principal axes de campagne les transports (qu'il veut faire déclaré « secteur public » et en faire baisser les tarifs), le tourisme, mais également l'augmentation du pouvoir d'achat par la renaissance du RCL qu'il avait créé lorsqu'il était président de Province en 1996,. Le jour du scrutin, il fait face à une légère érosion de son électorat en passant de 2 222 voix et 15,7 % des suffrages exprimés en 2004 à seulement 1 852 électeurs et 12,9 % en 2009, mais conserve ses deux élus et donc son propre siège à l'Assemblée de province et au Congrès. Le 15 mai 2009, il apporte son soutien au président sortant Néko Hnepeune qui grâce aux deux voix LKS est réélu, et conserve en échange la seconde vice-présidence de l'assemblée. Il retrouve également la présidence des commissions qu'il dirigeait dans la précédente mandature, tant à Wé qu'au Congrès, et celle du conseil d'administration d'Aircal dans un contexte de forte tension sociale, le conflit entre la direction de la compagnie et l'USTKE s'envenimant après les élections. Il améliore légèrement son score lors des élections provinciales partielles du 6 décembre 2009 organisées uniquement dans les îles Loyauté avec 1 975 voix et 14,05 % des suffrages exprimés, obtenant toujours ses traditionnels deux élus provinciaux et retrouvant l'ensemble de ses mandats et fonctions. 

### Une mise en retrait progressive
Au Congrès, il est, au cours de la mandature commencée en 2009, d'abord proche du groupe FLNKS dominé par l'UC. Ainsi, le 5 juin 2009, pour l'élection du 8e gouvernement local issu de l'accord de Nouméa, il vote pour la liste de ce groupe emmenée par Jean-Louis d'Anglebermes. Il est également élu grâce aux voix de ce groupe comme questeur du Congrès de 2009 à 2010. Pourtant, le rapprochement opéré par l'Union calédonienne avec le Parti travailliste à partir de 2010 puis avec les anti-indépendantistes du Rassemblement-UMP et de l'Avenir ensemble à partir de 2011, le pousse à s'allier davantage avec le groupe UNI du Palika. Comme ces derniers, il se montre critique à l'égard de la proposition du chef du Rassemblement-UMP, Pierre Frogier, de faire flotter sur les institutions les deux drapeaux (le français et celui dit « Kanaky » ou du FLNKS), mais vote pour le vœu du Congrès allant dans ce sens le 13 juillet 2013.  
En 2011, lors des élections successives des 9e, 11e et 12e gouvernements, il apporte sa voix aux listes UNI toujours menées par Déwé Gorodey. Et le 1er avril 2011, il fait partie, avec les 10 conseillers Calédonie ensemble, les 6 UNI et 2 divers anti-indépendantistes, des élus qui boycottent la séance d'élection de l'UC Rock Wamytan à la présidence du Congrès (soutenu par son groupe FLNKS-UC mais aussi par les anti-indépendantistes du Rassemblement-UMP et de l'Avenir ensemble). Cela lui vaut de perdre le 19 août 2011 la présidence de la commission de l'organisation des transports et de la communication, n'ayant plus le soutien du groupe FLNKS pour y accéder, au profit de Daniel Goa issu de ce dernier groupe. 
De plus, il est directement impliqué dans les événements liés aux tarifs des billets d'Aircal qui secouent fortement l'île de Maré en juillet 2011, à la fois en tant que président du conseil d'administration de la compagnie et en tant que personnalité politique et coutumière de l'île. En effet, des habitants de l'île de Maré manifestent depuis le 22 juillet 2011 à cause des hausses de tarifs imposées par la compagnie. Un autre groupe d'une centaine d'habitants du district de Guahma de Nidoish Naisseline du collectif « des plus démunis » affrontent par la suite le collectif " des usagers des îles" en colère. Ce dernier, mené par d'autres chefs coutumiers de l'île, compterait dans ses rangs des proches du syndicat indépendantiste USTKE (Union syndicale des travailleurs kanaks et des exploités) et de son antenne politique, le Parti travailliste. Selon la ministre de l'outre-mer Marie-Luce Penchard, « l'origine du conflit est plus profonde. Un différend foncier ancien oppose plusieurs clans. C'est un problème coutumier et non seulement économique ou de desserte aérienne ». La ministre a annoncé que les chefs coutumiers kanaks avaient accepté une médiation des autorités religieuses avec un prêtre et un représentant de l'Église évangélique « pour renouer le fil du dialogue ».
Une journée après cet affrontement dramatique, des renforts de gendarmerie ont été déployés à Maré. Un journaliste de la chaîne de télévision Nouvelle-Calédonie 1re, rendu sur place, explique que l'accès au village de La Roche dans lequel se trouve l'aérodrome est bloqué par trois barrages tenus par des membres du collectif des usagers d'Aircal dont certains sont armés de fusils et de sabres d'abatis.
À la suite de ces événements, et abandonné par beaucoup de ses anciens alliés politiques, notamment de l'UC, Nidoïsh Naisseline perd la présidence du conseil d'administration d'Air Calédonie le 28 mars 2012, au profit de Samuel Hnepeune. 
Lors d'une conférence de presse donnée le 21 janvier 2014, Nidoïsh Naisseline annonce son retrait de la vie politique à partir des élections provinciales du mois de mai suivant.

## Mandats et fonctions
- Membre de l’Assemblée territoriale de 1977 à 1985.
- Membre du Conseil de la Région îles Loyauté et du Congrès du Territoire de 1985 à 1988.
- Membre de l’Assemblée de la province des îles Loyauté et du Congrès du Territoire de 1989 à 1999.
- Président de la province des îles Loyauté de 1995 à 1999.
- Membre de l’Assemblée de la province des îles Loyauté et du Congrès de la Nouvelle-Calédonie de 1999 à 2014.
- Deuxième vice-président de l'Assemblée de la province des îles Loyauté de 2004 à 2014.
- Président du Conseil d'administration d'Air Calédonie de 2004 à 2012.
- Président de « Destination Îles Loyauté » de 2004 à 2014.